# Ki no Kosami
Ki no Kosami (紀古佐美?   c. 730 - 797) fue un noble y burócrata japonés que vivió en las postrimerías de la era Nara y comienzos de la era Heian. Su padre fue Ki no Yadonamaro.
En 764 fue nombrado como Jugoi y posteriormente como gobernador de la provincia de Tanba, Hyōbu-shō y administrativo de la provincia de Ise. En 780 fue nombrado Seitō Fukushu como asistente de Fujiwara no Tsugutada, y acudió al este de país. En 781 fue nombrado gobernador de la provincia de Mutsu y posteriormente fue Sahyōefu, Sachūben, Shikibu Taifu, entre otros puestos más; y en 785 fue nombrado como Sangi. En 788 fue nombrado como Seitō Taishōgun y en 789 fue asignado al sojuzgamiento de los Emishi pero la férrea oposición del jefe tribal Emishi Aterui provocó la derrota de Kosami y debió regresar a la capital, Nagaoka-kyō.
Posteriormente fue nombrado Chūnagon y en 796 fue Dainagon, cargo que desempeñaría hasta su muerte al año siguiente.
- Datos: Q3825109